# Wilcoxius loewi
Wilcoxius loewi är en tvåvingeart som först beskrevs av Stanley Willard Bromley 1929.  Wilcoxius loewi ingår i släktet Wilcoxius och familjen rovflugor.
Artens utbredningsområde är Kuba. Inga underarter finns listade i Catalogue of Life.